# Coupe de Suisse de football 2018-2019
Navigation
Édition précédente Édition suivante
La 94e Coupe de Suisse commence le 18 août 2018 et se termine le 19 mai 2019. Cette édition se conclut sur la victoire du FC Bâle, vainqueur du FC Thoune en finale.

## La formule
64 équipes participent au 1er tour de la Coupe de Suisse. Les dix clubs de la Super League ainsi que les neuf clubs de la Challenge League sont qualifiés d'office pour la Coupe de Suisse. Le FC Vaduz, actif en Challenge League, n'est pas autorisé à jouer, car il participe déjà aux matches de la Coupe du Liechtenstein. Ces 19 clubs sont rejoints par 44 clubs qui proviennent de la Première Ligue (Promotion League & 1re Ligue) ainsi que de la Ligue Amateur et de clubs des associations régionales. Ces derniers doivent se qualifier dans des éliminatoires qui sont disputés au niveau régional. Le vainqueur du Suva Fairplay Trophy est qualifié d'office pour le 1er tour. Les matches de la compétition se jouent à élimination directe.
- 1er tour (1/32 de finale) : les clubs de Super League et de Challenge League sont déterminés et ne se rencontrent pas directement. Les équipes de ligues inférieures ont l'avantage du terrain.

- 2e tour (1/16 de finale) : les équipes de Super League sont déterminées et ne se rencontrent pas directement. Les équipes de ligues inférieures ont l'avantage du terrain.

- 3e tour (1/8 de finale) : il n'y a plus d'équipes déterminées. Les équipes de ligues inférieures ont l'avantage du terrain.

- Dès le 4e tour (1/4 de finale) : il n'y a plus d'équipes déterminées, les premières équipes tirées ont l'avantage du terrain.

## Clubs participants
| Super League (10 clubs) | Challenge League (9 clubs) | Promotion League (9 clubs) | 1re Ligue (10 clubs) | 2e Ligue Interrégionale (12 clubs) | Ligues inférieures (14 clubs) |
| --- | --- | --- | --- | --- | --- |
| - FC Bâle - GC Zurich - FC Lucerne - FC Lugano - Neuchâtel Xamax FCS - FC Sion - FC Saint-Gall - FC Thoune - BSC Young Boys - FC ZurichTT | - FC Aarau - FC Chiasso - SC Kriens - FC Lausanne-Sport - FC Rapperswil-Jona - FC Schaffhouse - Servette FC - FC Wil - FC Winterthour | - FC Bavois - AC Bellinzone - FC Breitenrain - SC Cham - FC Köniz - FC Stade nyonnais - FC Wohlen - SC YF Juventus - Yverdon-Sport FC | - FC Biel-Bienne - SC Buochs - FC Echallens - SC Goldau - FC Kosova - FC Azzurri 90 LS - FC Meyrin - FC Soleure - Zoug 94 - Red Star Zurich | - FC Amriswil - FC Dietikon - FC Frauenfeld - FC Freienbach - FC Moutier - FC Muri - FC Novazzano - FC Portalban/Gletterens - FC Ueberstorf - FC Uzwil - FC Veyrier Sports - FC Willisau | 2e Ligue - FC Bellach - FC Bramois - FC Concordia Bâle - FC Fleurier - FC Gland - FC Greifensee - FC Klingnau - AC Malcantone - FC Montlingen - FC Nidau 3e ligue - FC Grand-Saconnex - FC Langnau - FC Meilen 4e ligue - FC Erde |

TT = Tenant du titre

## Résultats

### Premier tour
Champion national du fair-play la saison précédente en championnat de Suisse, le petit club du FC Erde, en Valais, entre directement dans le tableau principal et est alors pensionnaire de 4e ligue.
| Équipe 1                | Résultat | Équipe 2            |
| ----------------------- | -------- | ------------------- |
| 18 août 2018            |          |                     |
| FC Willisau             | 1 - 3    | FC Breitenrain      |
| Zoug 94                 | 1 - 2    | Red Star Zurich     |
| FC Frauenfeld           | 0 - 5    | FC Rapperswil-Jona  |
| FC Soleure              | 0 - 2    | FC Stade nyonnais   |
| FC Amriswil             | 1 - 2 ap | FC Aarau            |
| SC Goldau               | 1 - 3    | FC Bavois           |
| AC Malcantone           | 0 - 2    | FC Moutier          |
| FC Veyrier Sports       | 1 - 5    | FC Thoune           |
| AC Bellinzone           | 4 - 0    | SC YF Juventus      |
| FC Bellach              | 0 - 7    | FC Chiasso          |
| FC Uzwil                | 0 - 3    | FC Wil              |
| FC Novazzano            | 0 - 4    | FC Echallens        |
| FC Erde                 | 1 - 5    | FC Azzurri 90 LS    |
| FC Kosova               | 0 - 4    | FC Lausanne-Sport   |
| FC Concordia Bâle       | 0 - 6    | FC ZurichTT         |
| FC Greifensee           | 0 - 3    | FC Winterthour      |
| FC Langnau              | 0 - 6    | SC Kriens           |
| FC Meyrin               | 1 - 6    | SC Cham             |
| FC Meilen               | 0 - 6    | Servette FC         |
| FC Montlingen           | 0 - 3    | FC Bâle             |
| FC Grand-Saconnex       | 3 - 5    | FC Muri             |
| FC Portalban/Gletterens | 3 - 4 ap | FC Wohlen           |
| FC Köniz                | 0 - 3    | FC Sion             |
| FC Biel-Bienne          | 2 - 3 ap | BSC Young Boys      |
| 19 août 2018            |          |                     |
| SC Buochs               | 0 - 2    | GC Zurich           |
| FC Freienbach           | 0 - 5    | FC Schaffhouse      |
| FC Ueberstorf           | 0 - 6    | FC Saint-Gall       |
| FC Dietikon             | 0 - 4    | FC Lugano           |
| FC Gland                | 1 - 9    | FC Lucerne          |
| FC Klingnau             | 7 - 0    | FC Bramois          |
| FC Fleurier             | 3 - 1    | FC Nidau            |
| Yverdon-Sport FC        | 0 - 1    | Neuchâtel Xamax FCS |

TT = Tenant du titre

### Seizièmes de finale
| Équipe 1          | Résultat        | Équipe 2            |
| ----------------- | --------------- | ------------------- |
| 14 septembre 2018 |                 |                     |
| FC Bavois         | 2 - 3 ap        | FC Rapperswil-Jona  |
| 15 septembre 2018 |                 |                     |
| FC Breitenrain    | 2 - 4           | FC ZurichTT         |
| Servette FC       | 3 - 3 4 - 5 tab | FC Lucerne          |
| FC Echallens      | 2 - 7           | FC Bâle             |
| FC Azzurri 90 LS  | 0 - 1           | FC Lugano           |
| FC Schaffhouse    | 2 - 3 ap        | BSC Young Boys      |
| Red Star Zurich   | 1 - 0           | SC Cham             |
| FC Wohlen         | 0 - 1           | FC Wil              |
| AC Bellinzone     | 1 - 2           | FC Winterthour      |
| 16 septembre 2018 |                 |                     |
| FC Moutier        | 1 - 3           | FC Thoune           |
| FC Stade nyonnais | 3 - 1           | GC Zurich           |
| FC Aarau          | 1 - 2           | Neuchâtel Xamax FCS |
| FC Fleurier       | 1 - 4           | SC Kriens           |
| FC Klingnau       | 0 - 2 ap        | FC Chiasso          |
| FC Muri           | 0 - 7           | FC Saint-Gall       |
| FC Lausanne-Sport | 0 - 1           | FC Sion             |

TT = Tenant du titre

### Huitièmes de finale
| Équipe 1           | Résultat        | Équipe 2            |
| ------------------ | --------------- | ------------------- |
| 31 octobre 2018    |                 |                     |
| FC Stade nyonnais  | 0 - 1           | BSC Young Boys      |
| FC Lugano          | 3 - 1 ap        | Neuchâtel Xamax FCS |
| Red Star Zurich    | 2 - 3           | FC ZurichTT         |
| FC Winterthour     | 0 - 1           | FC Bâle             |
| FC Wil             | 1 - 1 2 - 4 tab | FC Thoune           |
| 1er novembre 2018  |                 |                     |
| FC Saint-Gall      | 1 - 2 ap        | FC Sion             |
| FC Chiasso         | 0 - 2           | FC Lucerne          |
| FC Rapperswil-Jona | 1 - 4           | SC Kriens           |

TT = Tenant du titre

### Quarts de finale
| 27 février 2019 | FC Sion                 | 2 - 4 a. p. | FC Bâle                                            |                                                                            |                                                                            |
|                 | Morgado 71e · Grgić 79e | (0 - 0)     | Ajeti 82e · Zuffi 88e (pen.) · Stocker 102e 120+2e | Stade de Tourbillon, Sion Spectateurs : 9 000 Arbitrage : Stephan Klossner | Stade de Tourbillon, Sion Spectateurs : 9 000 Arbitrage : Stephan Klossner |
|                 | Rapport                 |             |                                                    | Stade de Tourbillon, Sion Spectateurs : 9 000 Arbitrage : Stephan Klossner | Stade de Tourbillon, Sion Spectateurs : 9 000 Arbitrage : Stephan Klossner |

| 28 février 2019 | FC ZurichTT              | 2 - 1   | SC Kriens    |                                                                            |                                                                            |
|                 | Khelifi 16e · Winter 83e | (1 - 1) | Chihadeh 44e | Stade du Letzigrund, Zurich Spectateurs : 3 650 Arbitrage : Lionel Tschudi | Stade du Letzigrund, Zurich Spectateurs : 3 650 Arbitrage : Lionel Tschudi |
|                 | Rapport                  |         |              | Stade du Letzigrund, Zurich Spectateurs : 3 650 Arbitrage : Lionel Tschudi | Stade du Letzigrund, Zurich Spectateurs : 3 650 Arbitrage : Lionel Tschudi |

|  | FC Thoune                               | 3 - 2   | FC Lugano              |                                                                      |                                                                      |
|  | Salanović 34e · Sutter 71e · Sorgić 82e | (1 - 1) | Čovilo 41e · Janko 90e | Stockhorn Arena, Thoune Spectateurs : 3 102 Arbitrage : Urs Schnyder | Stockhorn Arena, Thoune Spectateurs : 3 102 Arbitrage : Urs Schnyder |
|  | Rapport                                 |         |                        | Stockhorn Arena, Thoune Spectateurs : 3 102 Arbitrage : Urs Schnyder | Stockhorn Arena, Thoune Spectateurs : 3 102 Arbitrage : Urs Schnyder |

| 6 mars 2019 | FC Lucerne                                  | 4 - 0   | BSC Young Boys |                                                                       |                                                                       |
|             | Schürpf 6e 62e · Schneuwly 69e · Vargas 75e | (1 - 0) |                | Swissporarena, Lucerne Spectateurs : 8 110 Arbitrage : Sandro Schärer | Swissporarena, Lucerne Spectateurs : 8 110 Arbitrage : Sandro Schärer |
|             | Rapport                                     |         |                | Swissporarena, Lucerne Spectateurs : 8 110 Arbitrage : Sandro Schärer | Swissporarena, Lucerne Spectateurs : 8 110 Arbitrage : Sandro Schärer |

### Demi-finales
| 23 avril 2019 | FC Lucerne | 0 - 1   | FC Thoune |                                                                          |                                                                          |
| 20 h 15       |            | (0 - 0) | Gelmi 80e | Swissporarena, Lucerne Spectateurs : 12 094 Arbitrage : Adrien Jaccottet | Swissporarena, Lucerne Spectateurs : 12 094 Arbitrage : Adrien Jaccottet |
| 20 h 15       | Rapport    |         |           | Swissporarena, Lucerne Spectateurs : 12 094 Arbitrage : Adrien Jaccottet | Swissporarena, Lucerne Spectateurs : 12 094 Arbitrage : Adrien Jaccottet |

| 25 avril 2019 | FC ZurichTT | 1 - 3   | FC Bâle                                  |                                                                               |                                                                               |
| 20 h 15       | Odey 90+4e  | (0 - 1) | Okafor 5e · Kuzmanović 87e · Ajeti 90+2e | Stade du Letzigrund, Zurich Spectateurs : 13 403 Arbitrage : Stephan Klossner | Stade du Letzigrund, Zurich Spectateurs : 13 403 Arbitrage : Stephan Klossner |
| 20 h 15       | Rapport     |         |                                          | Stade du Letzigrund, Zurich Spectateurs : 13 403 Arbitrage : Stephan Klossner | Stade du Letzigrund, Zurich Spectateurs : 13 403 Arbitrage : Stephan Klossner |

### Finale
| 19 mai 2019 | FC Bâle              | 2 - 1   | FC Thoune  |                                                                    |                                                                    |
| 14 h 00     | Ajeti 23e · Frei 77e | (1 - 0) | 81e Sorgic | Stade de Suisse, Berne Spectateurs : 20 500 Arbitrage : Fedayi San | Stade de Suisse, Berne Spectateurs : 20 500 Arbitrage : Fedayi San |
| 14 h 00     | Rapport              |         |            | Stade de Suisse, Berne Spectateurs : 20 500 Arbitrage : Fedayi San | Stade de Suisse, Berne Spectateurs : 20 500 Arbitrage : Fedayi San |

## Synthèse

### Nombre d'équipes par division et par tour
| Ligue / Tour            | Premier tour | Seizièmes de finale | Huitièmes de finale | Quarts de finale | Demi-finales | Finale |
| ----------------------- | ------------ | ------------------- | ------------------- | ---------------- | ------------ | ------ |
| Super League            | 10           | 10                  | 9                   | 7                | 4            | 2      |
| Challenge League        | 9            | 9                   | 5                   | 1                | Aucun        | Aucun  |
| Promotion League        | 9            | 6                   | 1                   | Aucun            | Aucun        | Aucun  |
| 1re Ligue               | 10           | 3                   | 1                   | Aucun            | Aucun        | Aucun  |
| 2e Ligue interrégionale | 12           | 2                   | Aucun               | Aucun            | Aucun        | Aucun  |
| 2e Ligue                | 10           | 2                   | Aucun               | Aucun            | Aucun        | Aucun  |
| 3e Ligue                | 3            | Aucun               | Aucun               | Aucun            | Aucun        | Aucun  |
| 5e Ligue                | 1            | Aucun               | Aucun               | Aucun            | Aucun        | Aucun  |
| Total                   | 64           | 32                  | 16                  | 8                | 4            | 2      |